# Benxamín Casal Vila
Benxamín Casal Vila (Lugo, 12 de gener de 1935 - 30 d'agost de 2013) fou un polític, escriptor i empresari gallec. Enginyer agrònom i economista. Membre del grup Brais Pinto, va ser conseller d'Energia i Indústria de la Xunta de Galícia (1978-79) i diputat en el Parlament de Galícia a les eleccions autonòmiques de 1981 com a galleguista històric pel PSdeG-PSOE.
Va ser vicepresident de l'Editorial Galaxia i director de la Gran Enciclopedia Galega Silverio Cañada des de 2003. Ha escrit articles a Revista Galega de Estudios Agrarios, Desarrollo Agrícola, El Progreso, La Voz de Galicia i El Ideal Gallego.

## Obres
- A incidencia en Galicia do Plan Enerxético Nacional (1978, editorial Xunta de Galicia).
- Achegamento á Minería Galega (1979, editorial Xunta de Galicia)
- A Terra Cha luguesa. Estudio da súa realidade agraria (1984, editorial Seminario de Estudios Galegos)
- A Galicia campesina (1984, editorial Galaxia)
- O campo galego (1992, editorial O Correo Galego)